# David Awschalom

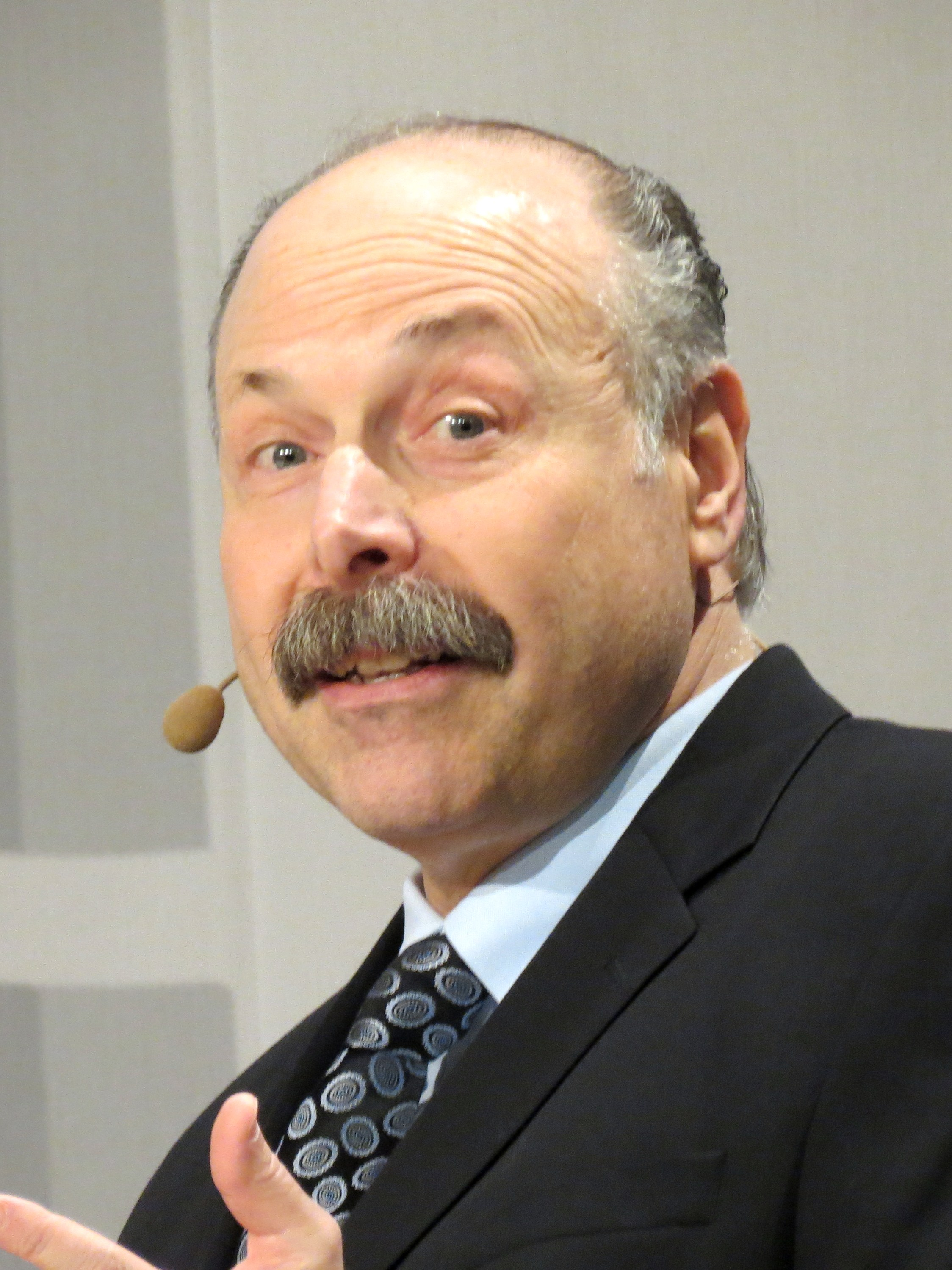
David Awschalom

David Daniel Awschalom (* 11. Oktober 1956 in Baton Rouge, Louisiana) ist ein US-amerikanischer Physiker mit Spezialisierung auf Kondensierte Materie. Er ist durch seine Arbeiten über Spintronik und Halbleiter bekannt geworden.

## Karriere
Awschalom erhielt 1978 seinen B.Sc. in Physik an der University of Illinois in Urbana-Champaign und seinen PhD in Experimentalphysik 1982 von der Cornell University. Er war Forschungsmitarbeiter und Manager des Nonequilibrium Physics Department am IBM Watson Research Center in Yorktown Heights, NY. 1991 ging er an die University of California in Santa Barbara (UCSB) als Professor für Physik. Im Jahr 2001 wurde er zudem Professor für Elektrotechnik an der UCSB, wo er auch Direktor des Center for Spintronics and Quantum Computation und des California Nanosystems Institutes war. Seit 2013 ist Awschalom Liew Family Professor am Institute for Molecular Engineering der Universität von Chicago.
1992 wurde er Fellow der American Physical Society (APS). Im Jahre 2005 erhielt er den Oliver E. Buckley Condensed Matter Prize der APS sowie den Agilent Europhysics Prize der European Physical Society. 2003 erhielt er den IUPAP Magnetism Award and Néel Medal mit Gabriel Aeppli und Hideo Ohno für ihre herausragenden Errungenschaften auf dem Gebiet des Magnetismus quantenelektronischer Systeme. Awschaloms Arbeit mit optischen Femtosekunden-Methoden war bahnbrechend zur Aufklärung räumlicher und zeitlicher Aspekte von Spindynamik. (Laudatio)., 2006 wurde er Fellow der American Academy of Arts and Sciences und der American Association for the Advancement of Science, 2007 Mitglied der National Academy of Sciences. 2011 wurde er in die National Academy of Engineering aufgenommen. Für 2015 wurde ihm der Julius-Edgar-Lilienfeld-Preis zugesprochen. Seit 2013 ist er Mitglied der European Academy of Sciences (EURASC).
Aufgrund der Zahl seiner Zitierungen zählt ihn Clarivate Analytics seit 2018 zu den Favoriten auf einen Nobelpreis für Physik (Clarivate Citation Laureates).